# Taurasi
Taurasi es uno de los 119 municipios o comunas ("comune" en italiano) de la provincia de Avellino, en la región de Campania. Con cerca de 2.749 habitantes, se extiende por una área de 14 km², teniendo una densidad de población de 196 hab/km². Linda con los municipios de Lapio, Luogosano, Mirabella Eclano, Montemiletto, Sant'Angelo all'Esca, y Torre Le Nocelle.

## Demografía
| Gráfica de evolución demográfica de Taurasi entre 1861 y 2001 |
|                                                               |
| Fuente ISTAT - elaboración gráfica de Wikipedia               |

- Datos: Q55126
- Multimedia: Taurasi / Q55126

1. ↑  Worldpostalcodes.org, código postal n.º 83030.
2. ↑  «Codici Catastali». Comuni-italiani.it (en italiano). Consultado el 29 de abril de 2017.